# Epipedobates
Az Epipedobates a kétéltűek (Amphibia) osztályának békák (Anura) rendjébe, ezen belül a nyílméregbéka-félék (Dendrobatidae) családjába tartozó nem.

## Előfordulásuk
Az Epipedobates-fajok előfordulási területe Dél-Amerika északi fele, főleg Kolumbia és Ecuador. Elterjedési területük az Andok nyugati oldalaira is átnyúlik.

## Megjelenésük
E békák háti része barna, rejtőző mintázattal. Oldalaikon gyakran halvány csíkozás látható. A bőrük a háton sima, de szétszórva szemcsék is vannak; a szemcsék többsége a hát végén van. A kifejlett hímeknél a harmadik ujj megvastagodott.

## Rendszertani eltérések
Az Epipedobates nemet 1987-ben hozták létre, amikor megkísérelték monofiletikus csoportokba sorolni a nyílméregbéka-féléket; ekkor a Phyllobates nemből több fajt is átsoroltak ide. 2006-ban, a nyílméregbékák osztályozásának átfogó felülvizsgálata során ebből a békanemből öt fajon kívül az összeset áthelyezték az Ameerega nembe. Később felfedeztek még újabb Epipedobates-fajt, így a számuk 2015 elejére hétre nőtt.

## Rendszerezés
A nembe az alábbi fajok tartoznak:
- Epipedobates anthonyi (Noble, 1921)
- Epipedobates boulengeri (Barbour, 1909)
- Epipedobates darwinwallacei Cisneros-Heredia & Yánez-Muñoz, 2011[4]
- Epipedobates espinosai (Funkhouser, 1956)
- Epipedobates machalilla (Coloma, 1995)
- Epipedobates maculatus (Peters, 1873)
- Epipedobates narinensis Mueses-Cisneros, Cepeda-Quilindo & Moreno-Quintero, 2008
- Epipedobates tricolor (Boulenger, 1899) - típusfaj

## Fordítás
- Ez a szócikk részben vagy egészben  az   Epipedobates című angol Wikipédia-szócikk ezen változatának fordításán alapul.  Az eredeti cikk szerkesztőit annak laptörténete sorolja fel. Ez a jelzés csupán a megfogalmazás eredetét és a szerzői jogokat jelzi, nem szolgál a cikkben szereplő információk forrásmegjelöléseként.